# Lista okrętów Reichsmarine i Kriegsmarine
Lista okrętów Reichsmarine i Kriegsmarine – Okręty Reichsmarine (1921-1935) i Kriegsmarine (1935-1945) wraz z datą wejścia do służby.

## Lotniskowce/Flugzeugträger
- typu Graf Zeppelin

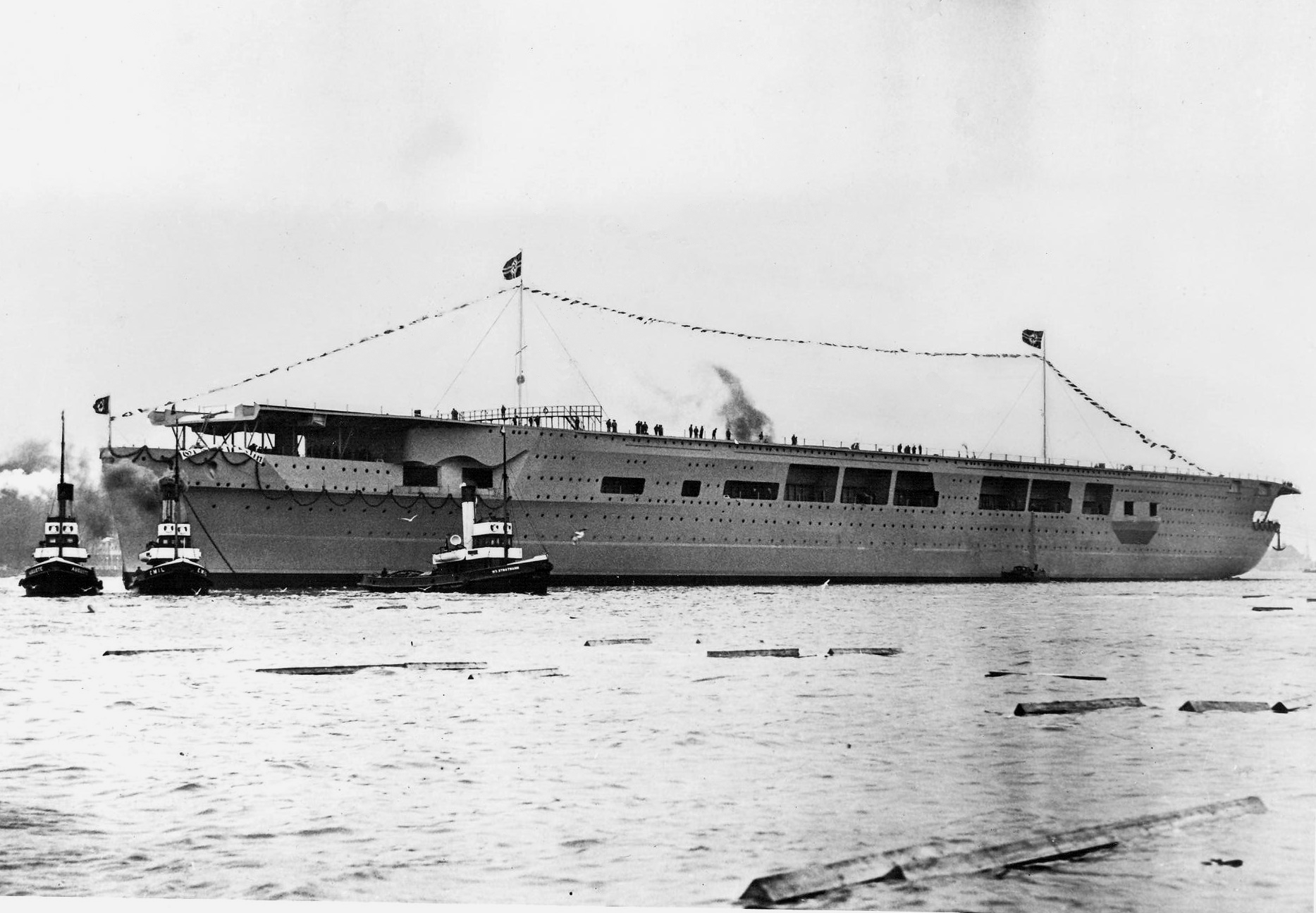
"Graf Zeppelin"

  - Flugzeugträger A ("Graf Zeppelin)", rozpoczęty w 1936 (nie ukończony do 1945)
  - Flugzeugträger B ("Peter Strasser"), rozpoczęty w 1936, budowę anulowano w 1940
  - Flugzeugträger C, planowany, budowy nigdy nie rozpoczęto
  - Flugzeugträger D, planowany, budowy nigdy nie rozpoczęto

## Pancerniki/Schlachtschiffe

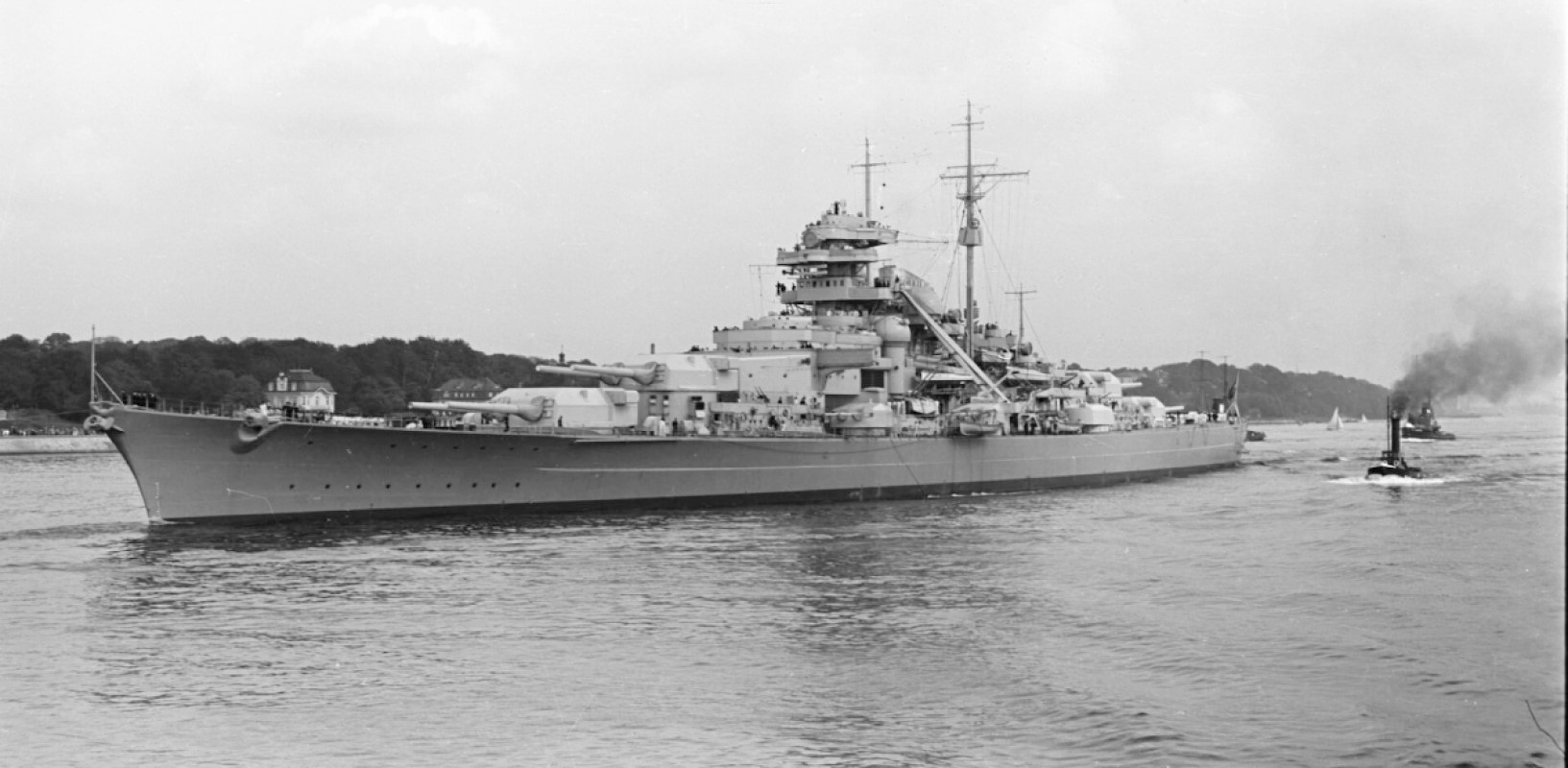
"Bismarck"

- typu Bismarck (42 000 ton, działa 8 × 38 cm)
  - "Bismarck", 1939
  - "Tirpitz", 1939
- typu Scharnhorst (35 000 ton, działa 9 × 28 cm, przez Aliantów klasyfikowane jako krążowniki liniowe)
  - "Gneisenau", 1936
  - "Scharnhorst", 1936

## Zdobyte pancerniki
- Francuski pancernik "Clemenceau" (nie ukończony)
- Radziecki pancernik "Sovietskaya Ukraina" (nie ukończony)

## Stareprzeddrednoty/Linienschiffe

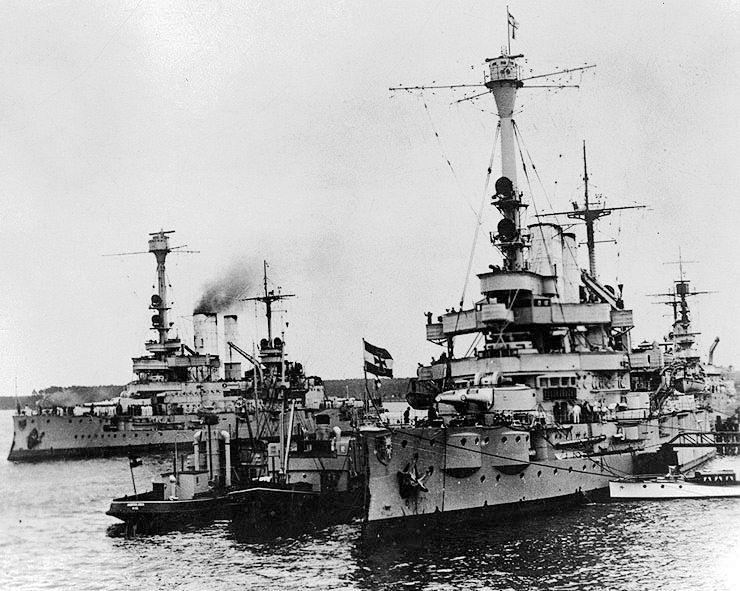
"Schlesien" i "Schleswig-Holstein"

- typu Deutschland (służyły jako okręty szkoleniowe)
  - "Hannover", 1905
  - "Schleswig-Holstein", 1906
  - "Schlesien", 1906

## "Pancerniki kieszonkowe" (okręty pancerne) /Panzerschiffe
(Przeklasyfikowane następnie na ciężkie krążowniki)
- typu Deutschland (12 000 ton, działa 6 × 28 cm)
  - "Lützow" (ex-"Deutschland"), 1931
  - "Admiral Graf Spee", 1933
  - "Admiral Scheer", 1934

## Krążowniki ciężkie/Schwere Kreuzer
- typu Admiral Hipper (14 000 ton, działa 8 × 20,3 cm)
  - "Admiral Hipper", 1937
  - "Blücher", 1937
  - "Prinz Eugen", 1938
  - "Seydlitz", (nie ukończony, miał zostać przerobiony na lotniskowiec)
  - "Lützow", (nie ukończony, sprzedany Związkowi Radzieckiemu w 1939)

## Krążowniki lekkie/Leichte Kreuzer
- typu Emden (5600 ton, działa 8 × 15 cm)
  - "Emden", 1925
- typu K (Königsberg) (6000 ton, działa 9 × 15 cm)
  - "Königsberg", 1925
  - "Karlsruhe", 1927
  - "Köln", 1928
- typu Leipzig (6300 ton, 9 × 15 cm)
  - "Leipzig", 1931
- typu Leipzig ulepszonego (7000 ton, 9 × 15 cm)
  - "Nürnberg", 1935 (później radziecki krążownik "Admirał Makarow")

## Krążowniki pomocnicze/Hilfskreuzer
- HSK 1 "Orion"
- HSK 2 "Atlantis"
- HSK 3 "Widder"
- HSK 4 "Thor"
- HSK 5 "Pinguin"
- HSK 6 "Stier"
- HSK 7 "Komet"
- HSK 8 "Kormoran"
- HSK 9 "Michel"
- HSK "Coronel"
- HSK "Hansa"

## Żaglowce szkoleniowe /Segelschulschiffe
- Segelschulschiff "Niobe", 1913
- Segelschulschiff "Gorch Fock", 1933 (później jako radziecki "Towariszcz")
- Segelschulschiff "Horst Wessel", 1936 (później jako amerykański USCGC "Eagle")
- Segelschulschiff "Albert Leo Schlageter", 1937 (później jako portugalski "Sagres II")

## Niszczyciele/Zerstörer
- Typ 1934 (Leberecht Maass)
  - Z1 "Leberecht Maass"
  - Z2 "Georg Thiele"
  - Z3 "Max Schultz"
  - Z4 "Richard Beitzen"
- Typ 1934 A (Leberecht Maass)
  - Z5 "Paul Jacobi"
  - Z6 "Theodor Riedel"
  - Z7 "Hermann Schoemann"
  - Z8 "Bruno Heinemann"
  - Z9 "Wolfgang Zenker"
  - Z10 "Hans Lody"
  - Z11 "Bernd von Arnim"
  - Z12 "Erich Giese"
  - Z13 "Erich Koellner"
  - Z14 "Friedrich Ihn"
  - Z15 "Erich Steinbrinck"
  - Z16 "Friedrich Eckoldt"
- Typ 1936 (Diether von Roeder)
  - Z17 "Diether von Roeder"
  - Z18 "Hans Lüdemann"
  - Z19 "Hermann Künne"
  - Z20 "Karl Galster"
  - Z21 "Wilhelm Heidkamp"
  - Z22 "Anton Schmitt"
- Typ 1936 A (Narvik)
  - od Z23 do Z30
- Typ 1936 A (Mob) (Narvik)
  - od Z31 do Z34
  - od Z37 do Z39
- Typ 1936 B
  - od Z35 do Z36
  - od Z43 do Z45
- Niszczyciele planowane, bądź zamówione, lecz nigdy nie ukończone:
  - Zerstörer 1936C
  - Zerstörer 1938A/Ac
  - Zerstörer 1938B
  - Zerstörer 1942
  - Zerstörer 1944
  - Zerstörer 1945
  - Spähkreuze

## Okręty podwodne (U-Booty) /U(ntersee)boote
- Typ Ia
  - U-25 i U-26
- Typ II
- Typ IIa
  - od U-1 do U-6
- Typ IIb
  - od U-7 do U-24
  - U-120 i U-121
- Typ IIc
  - od U-56 do U-63
- Typ IId
  - od U-137 do U-152
- Typ VIIa
  - od U-27 do U-36
- Typ VIIb
  - od U-45 do U-55
  - od U-73 do U-76
  - od U-83 do U-87
  - od U-99 do U-102
- Typ VIIc
  - od U-69 do U-72
  - od U-77 do U-82
  - od U-88 do U-98
  - od U-132 do U-136
  - od U-201 do U-212
  - od U-221 do U-232
  - od U-235 do U-291
  - od U-301 do U-316
  - od U-331 do U-394
  - od U-396 do U-458
  - od U-465 do U-486
  - od U-551 do U-683
  - od U-701 do U-722
  - od U-731 do U-768
  - od U-771 do U-779
  - od U-821 do U-822
  - U-825 i U-826
  - U-901
  - od U-903 do U-907
  - od U-921 do U-928
  - od U-951 do U-994
  - od U-1051 do U-1058
  - U-1101 i U-1102
  - U-1131 i U-1132
  - U-1161 i U-1162
  - od U-1191 do U-1210
- Typ VIIc 41
  - od U-292 do U-300
  - od U-317 do U-328
  - U-827 i U-828
  - U-929 i U-930
  - U-995
  - od U-997 do U-1010
  - od U-1013 do U-1025
  - od U-1063 do U-1065
  - od U-1103 do U-1110
  - od U-1163 do U-1172
  - od U-1271 do U-1279
  - od U-1301 do U-1308
- Typ VIId
  - od U-213 do U-218
- Typ VIIf
  - od U-1059 do U-1062
- Typ IX
  - od U-37 do U-44
- Typ IXb
  - U-64 i U-65
  - od U-103 do U-111
  - od U-122 do U-124
- Typ IXc
  - od U-66 do U-68
  - od U-125 do U-131
  - od U-153 do U-166
  - od U-171 do U-176
  - od U-501 do U-524
- Typ IXc 40
  - od U-167 do U-170
  - od U-183 do U-194
  - od U-525 do U-550
  - od U-801 do U-806
  - od U-841 do U-846
  - od U-853 do U-858
  - od U-877 do U-881
  - U-889
  - od U-1221 do U-1235
- Typ IXd
  - od U-177 do U-182
  - od U-195 do U-200
  - od U-847 do U-852
  - od U-859 do U-864
  - od U-871 do U-876
- Typ Xb
  - od U-116 do U-119
  - U-219 i U-220
  - U-233 i U-234
- Typ XIV
  - od U-459 do U-464
  - od U-487 do U-490
- Typ XXI
  - od U-2501 do U-2531
  - od U-2533 do U-2546
  - U-2548
  - U-2551 i U-2552
  - od U-3001 do U-3041
  - U-3044
  - od U-3501 do U-3530
- Typ XXIII
  - od U-2321 do U-2371
  - od U-4701 do U-4707
  - od U-4709 do U-4712